# 1913 ve fotografii

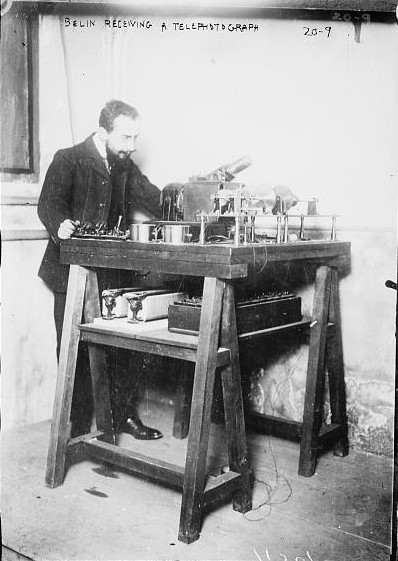
Édouard Belin a jeho belinograf pro telefotografii z roku 1913

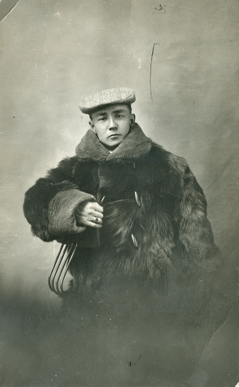
V tomto roce zemřel japonský fotograf Frank S. Matsura

Tento článek obsahuje významné fotografické události v roce 1913.

## Události
- 1913 – Kinemacolor, první komerční systém „přírodních barev“ pro kinematografii.
- 1913 – 1. května Carl Paul Goerz patentoval kazetu na filmpaky se zvláštním zařízením k odtrhávání papírových pásků.[1]
- 1913 – 1. května Theodor Bänder patentoval zásobníkovou komoru s posunovacím zásobníkem pro 12 desek.[1]
- 1913 – 1. května T. Y. Oeser patentoval předchůdce polyekranu používaného v 60. letech 20. století – promítání několika projektory na různé projekční plochy.[1]
- 1913 nebo 1925 – Oskar Barnack a Leica uvedla poprvé 35mm film.
- 1913 – Édouard Belin sestrojil první zařízení pro přenos obrazu po drátě tzv. belinograf.

## Narození v roce 1913
- 2. ledna – Jošito Macušige, japonský fotograf, který přežil Hirošimu a pořídil pět fotografií († 16. ledna 2005)
- 5. ledna – Susumu Macušima, japonský fotograf známý díky svým fotografiím portrétů, žen a aktů  († 2009)
- 12. ledna – Sláva Štochl, český fotograf († 28. prosince 1990)
- 13. ledna – Martin Martinček, slovenský fotograf († 1. května 2004)
- 18. ledna – Svatopluk Sova, český fotograf († 8. srpna 1984)
- 1. března – Helmut Gernsheim, německý  historik fotografie, sběratel a fotograf († 20. července 1995)
- 2. března – Zdenko Feyfar, český fotograf († 3. února 2001)
- 21. dubna – Norman Parkinson, anglický módní fotograf († 15. února 1990)
- 19. května – Bert Hardy, britský dokumentární a novinářský fotograf publikující v Picture Post v letech 1941–1957 († 3. července 1995)
- 28. května – Vilém Frendl, český fotograf († 18. prosince 2007)
- 29. května – Adelaide Leavy, průkopnická americká novinářská a sportovní fotografka († 18. března 1999)
- květen – Reva Brooks, kanadská fotografka († 24. ledna 2004)
- 18. června – Maria Chrząszczowa, polská umělecká a dokumentární fotografka a členka Svazu polských uměleckých fotografů, fotografie architektury, dokumentace zničené poválečné Varšavy, Vratislavi, Jelení Hory, koncentračního tábora Osvětim († 29. ledna 1979)
- 7. července – Rudolf Skopec, český historik fotografie († 16. července 1975)
- 2. srpna – Arthur Siegel, americký fotograf († 1. února 1978)
- 4. srpna – Jan Beran, český fotograf a amatérský filmař († 2003)
- 31. srpna – Helen Levitt, americká fotografka známá jako autorka pouliční fotografie († 29. března 2009)
- 10. září – Wacław Żdżarski, polský novinář, historik, fotograf a filmový kritik, fotografoval Varšavské povstání 1944 († 5. března 1983)
- 22. října – Robert Capa maďarský válečný fotograf, fotožurnalista a spoluzakladatel agentury Magnum Photos († 25. května 1954)
- 27. října – Jan Formandl, český hudebník, fotograf, sběratel, úředník a nejmladší syn Antonína Formandla († 14. února 1994)
- 27. listopadu – Fred Kramer, český módní a reklamní fotograf, učil reklamní fotografii na FAMU († 27. října 1994)
- 9. prosince – Homai Vyarawalla, známá pod pseudonymem „Dalda 13“, byla první indická fotožurnalistka († 15. ledna 2012)
- 9. prosince – Cynthia Chalková, 104, kanadská fotografka († 5. dubna 2018)
- ? – Anya Teixeira, ukrajinsko-britská pouliční fotografka a fotoreportérka († 1992)
- ? – Basil Zarov, kanadský fotograf († 6. května 1998)

## Úmrtí v roce 1913
- 27. ledna – Robert Collett, norský zoolog a fotograf (* 2. prosince 1842)
- 17. března – Emma Schenson, švédská fotografka a malířka (* 21. září 1827)
- 26. března – Karl Anderson, norský fotograf narozený ve Švédsku (* 1867)
- 4. dubna – Alexander Henderson, kanadský fotograf skotského původu (* 1831)
- 19. května – Gabriel Loppé, francouzský malíř, fotograf a horolezec (* 2. července 1825)
- 16. června – Frank S. Matsura, japonský fotograf působící na počátku dvacátého století, který v roce 1901 odcestoval z Japonska do Ameriky (* 1873).[2][3]
- 31. července – Catharine Weed Barnesová, průkopnická americká fotografka (* 10. ledna 1851)
- 22. července – Auguste Reymond, švýcarský fotograf (* 4. května 1825)
- 21. října – Alexander Bassano, anglický fotograf, přední portrétní a dvorní fotograf v období viktoriánského Londýna (* 10. května 1829)
- ? – Pierre Louis Pierson, francouzský fotograf (* 1822)
- ? – Léon Crémière, francouzský fotograf (* 1831)
- ? – Jani Zengo, albánský fotograf  (* 17. ledna 1832)
- ? – Louis Amédée Mante, francouzský fotograf a vynálezce, portréty a akty žen ve východním stylu (* 1826)